# Géométrie moléculaire

Géométrie d'une molécule d'eau.

La géométrie moléculaire ou structure moléculaire est la disposition spatiale des atomes dans les diverses molécules. Elle détermine plusieurs propriétés, dont la réactivité, la polarité, la phase, couleur, magnétisme et activité biologique[réf. incomplète],.

## Détermination
La géométrie d'une molécule peut être établie à l'aide de différents outils, dont la spectroscopie et la diffraction. Les spectroscopies infrarouge, rotationnelle et Raman peuvent donner des informations relativement à la géométrie d'une molécule grâce aux absorbances vibrationnelles et rotationnelles. Les diffractométries de rayons X, de neutrons et des électrons peuvent donner des informations à propos des solides cristallins. La diffraction de gaz d'électrons (en) peut être utilisée pour de petites molécules à l'état gazeux. La RMN et le FRET peuvent servir à obtenir d'autres informations, telles la distance relative,,, les angles dihédraux,, les angles et la connectivité. La géométrie des molécules est plus facile à obtenir lorsqu'elles sont à basse température. Les plus grosses molécules existent souvent sous plusieurs formes géométriques stables (conformérie). Les géométries peuvent aussi être calculées avec une grande précision par la méthode ab initio de chimie quantique. La géométrie moléculaire peut aussi être différente selon la phase de la molécule.
La géométrie d'une molécule dépend du nombre d'atome(s) ou de « doublet non liant » reliés à l'atome central de la molécule. Les atomes périphériques subissant une répulsion électronique, qui les force à se repousser les uns les autres, vont à se positionner le plus loin possible les uns des autres. Il existe cinq géométries, selon le nombre de « composants » (atome(s) et doublets non liants) de la molécule  qui sont liés à l'atome central :
- 1 composant : positionnement non déterminé car pas de répulsion entre les atomes périphériques ;
- 2 composants : positionnement linéaire selon un angle de 180° entre les atomes périphériques si la molécule est apolaire ou en coude selon un angle de 120° entre les atomes périphérique si la molécule est polarisée ;
- 3 composants : positionnement linéaire selon un angle de 120° entre les atomes périphériques ;
- 4 composants : positionnement pyramidal selon un angle de 109° entre les atomes périphériques. Positionnement dit « en tétraèdre » ;
- 5 composants : positionnement en diamant (double pyramidal à base triangulaire) selon un angle de 120° équatorialement et 90° axialement, entre les atomes périphériques ;
- 6 composants : positionnement en octaèdre selon un angle de 90° entre les atomes périphériques.